# Thoissey
Thoissey è un comune francese di 1 539 abitanti situato nel dipartimento dell'Ain della regione dell'Alvernia-Rodano-Alpi.

## Società

### Evoluzione demografica
Abitanti censiti

## Attrazioni
- Un Lavatoio del XIX secolo.
- Una chiesa del XIX secolo, restaurata nel 2007, che ospita opere del pittore lionese Daniel Sarrabat (XVII secolo); una serie di sei dipinti dedicati a Maria Maddalena, tre consegnati nel 1706 e tre nel 1713.
- La spezieria dell'antico ospedale delle suore, del XVIII secolo. Nel 1700, un ricco commerciante, Etienne Pollo, è responsabile della fondazione dell'ospedale di Thoissey. Nel 1701, il duca del Maine rilascia le lettere di brevetto per la creazione de "L'Hôpital de la Charité". La spezieria fu costruita tra il 1731 e il 1735. Le boiseries in noce alle pareti sono opera di Jean Noblet, maestro falegname. Il soffitto è stato dipinto da Lugnot su una tela marmorizzata. Circa 60 vasi di maiolica di Nevers, decorati con un camaieu blu cobalto, sono stati utilizzati per raccogliere le sostanze utilizzate dallo speziale e sono stati collocati in nicchie e credenze di stile rinascimentale.[2]

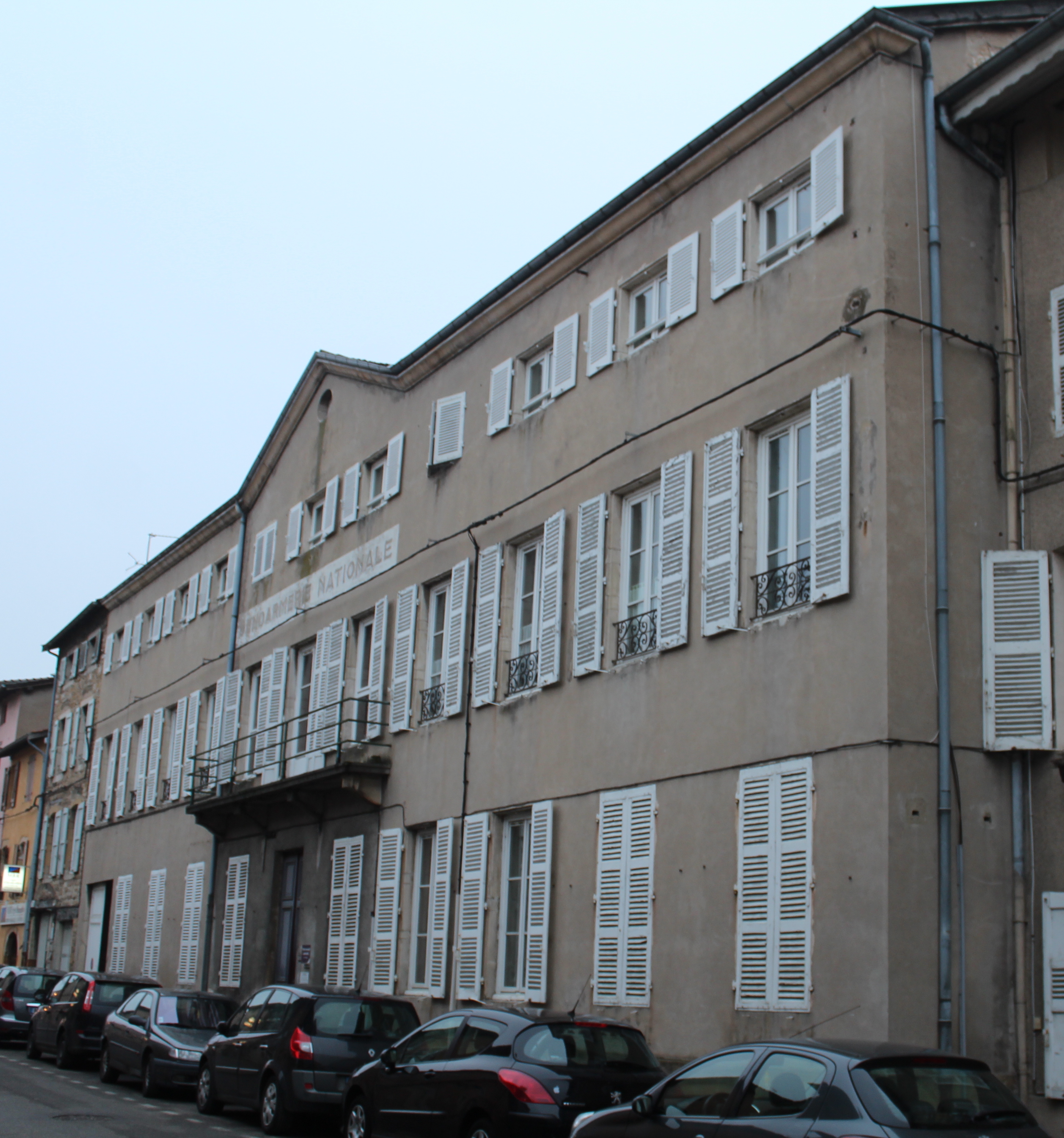
Convento delle Orsoline
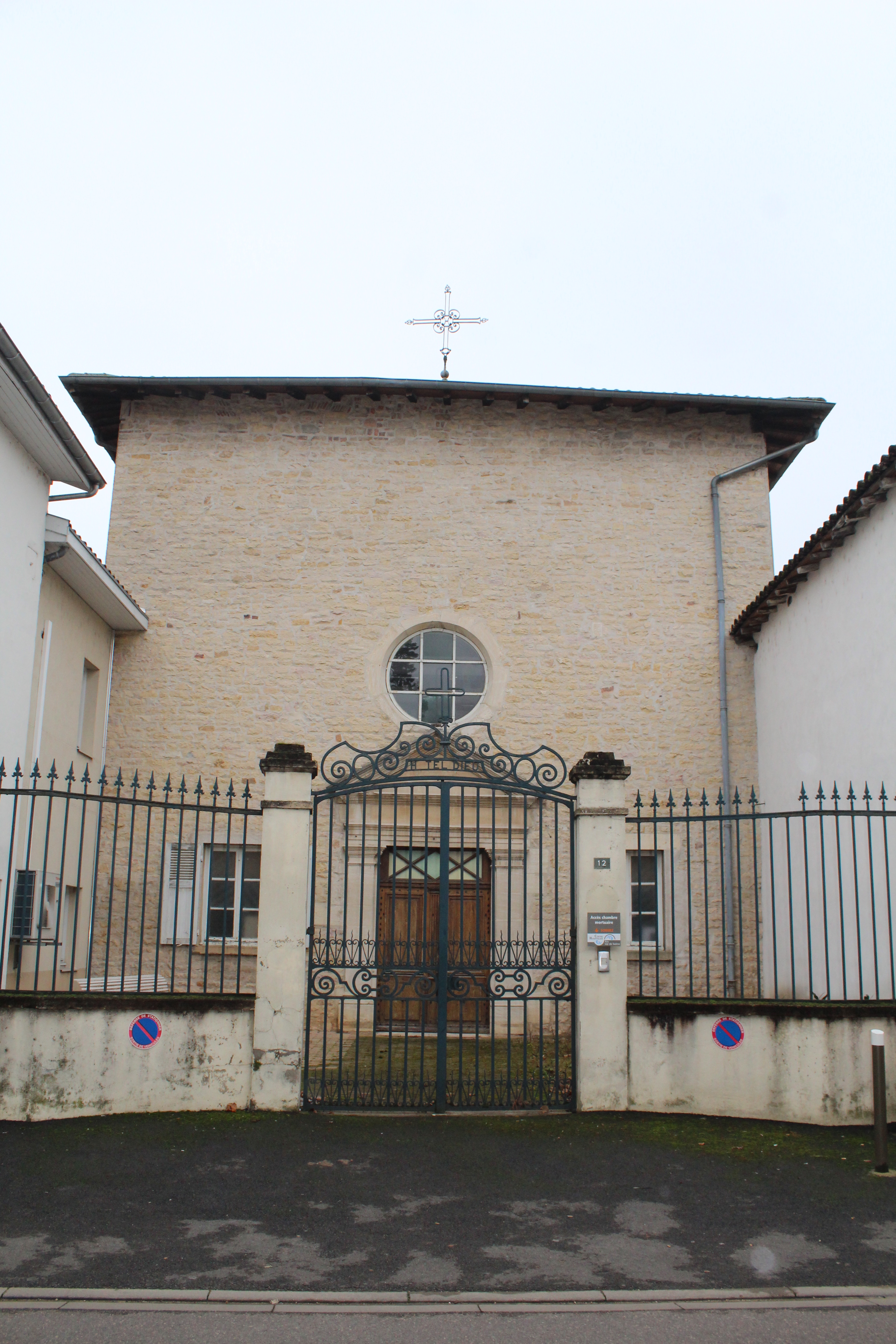
Ospedale
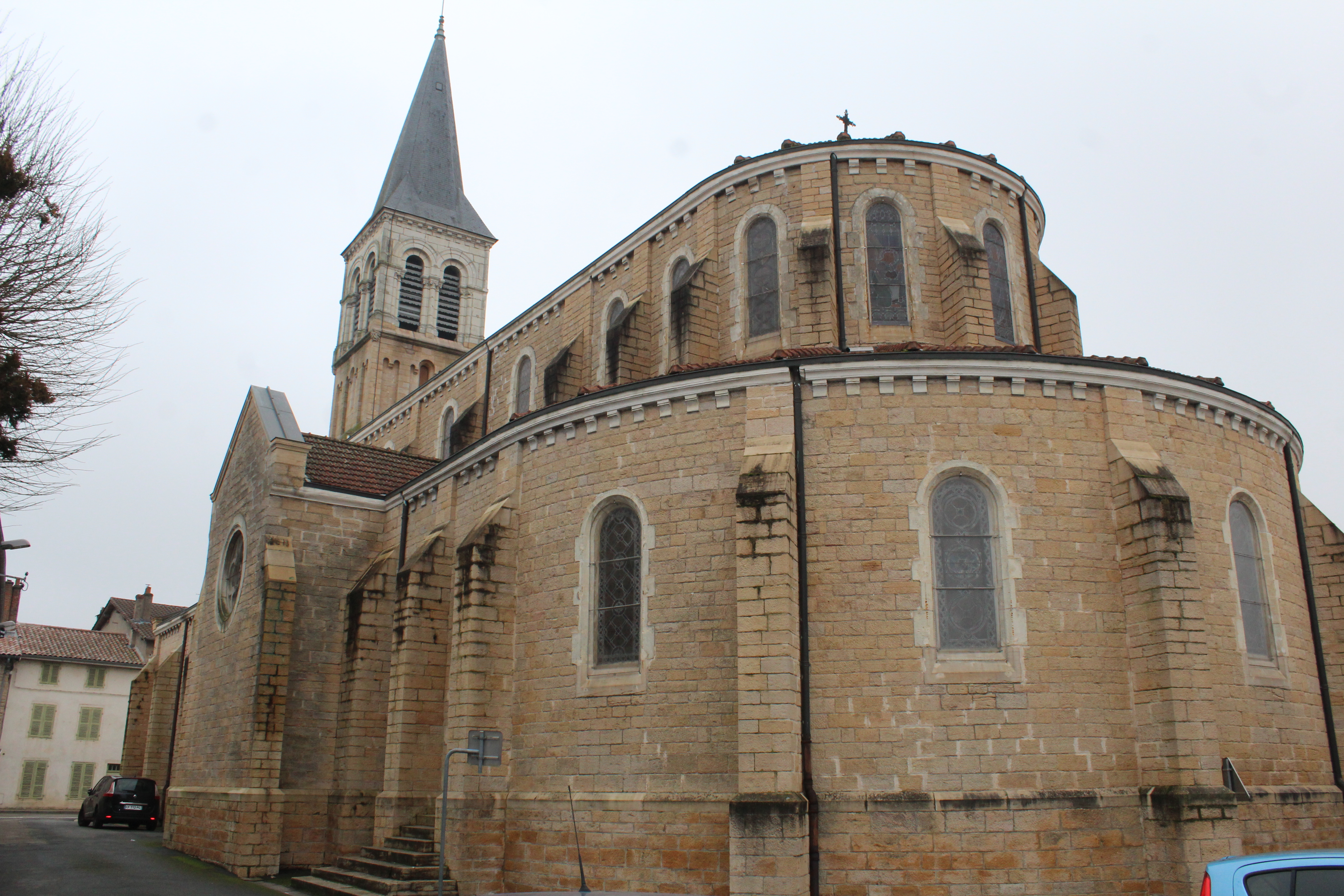
Chiesa di Sainte-Madeleine
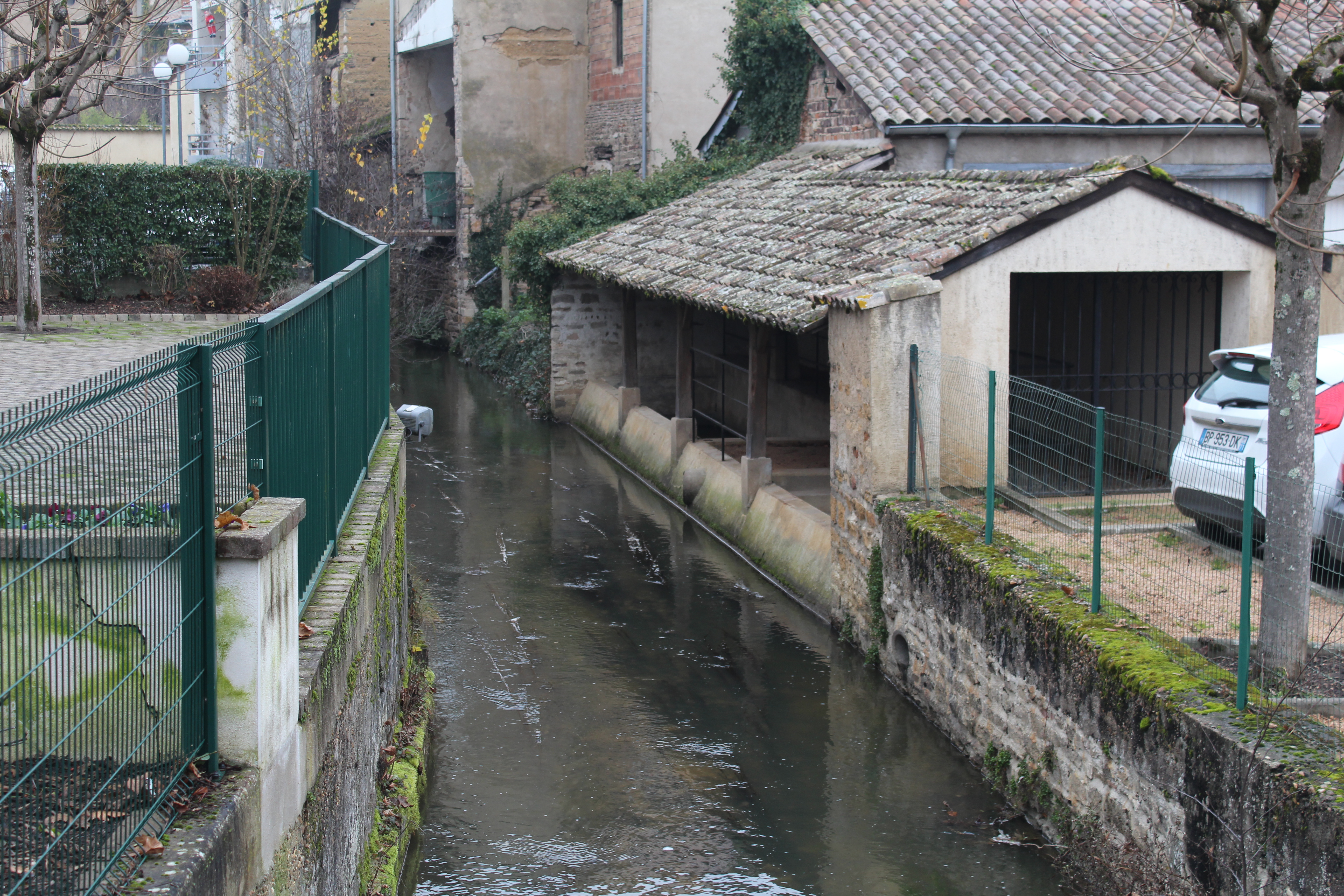
Lavatoio in rue de l'Hôpital
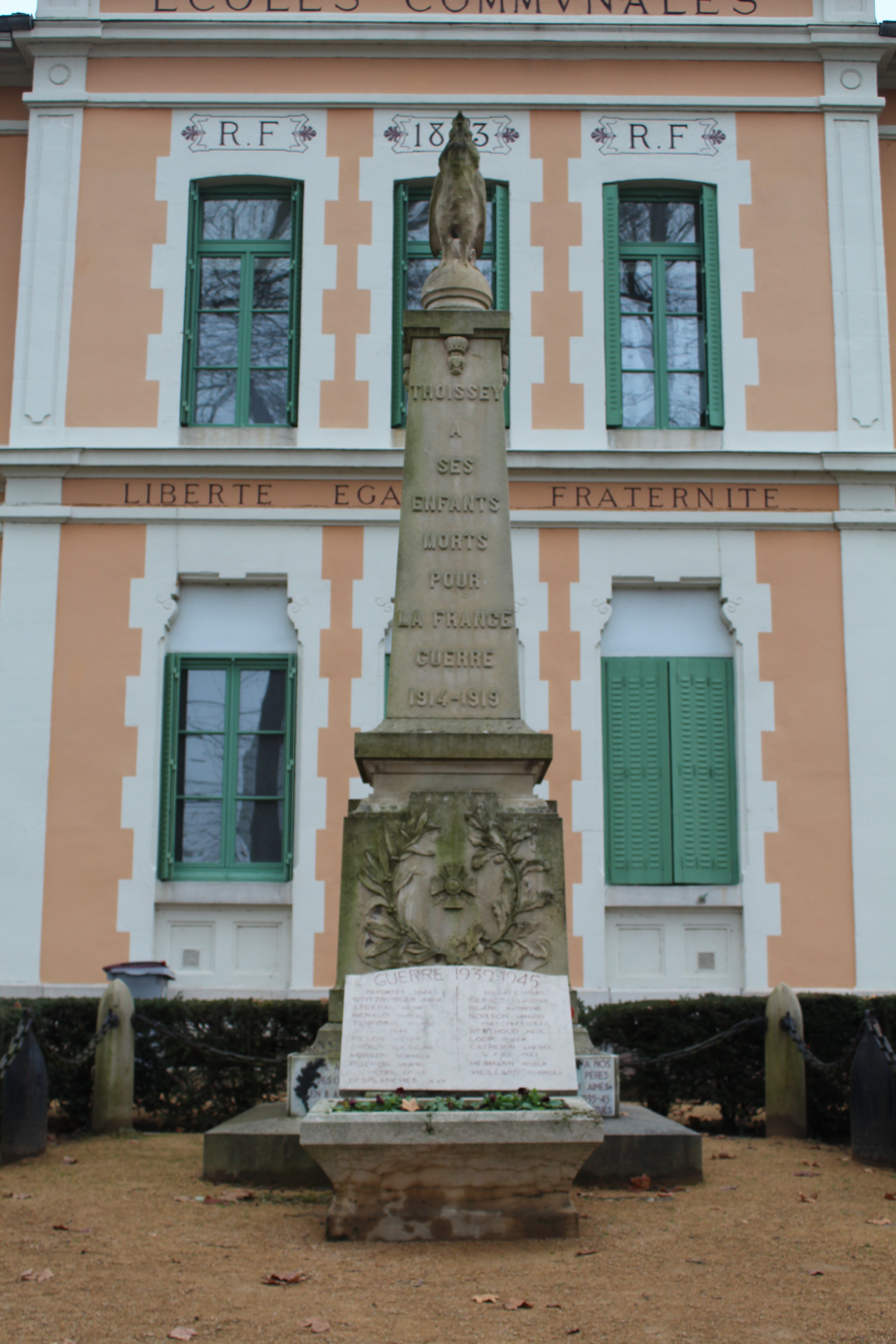
Monumento ai caduti
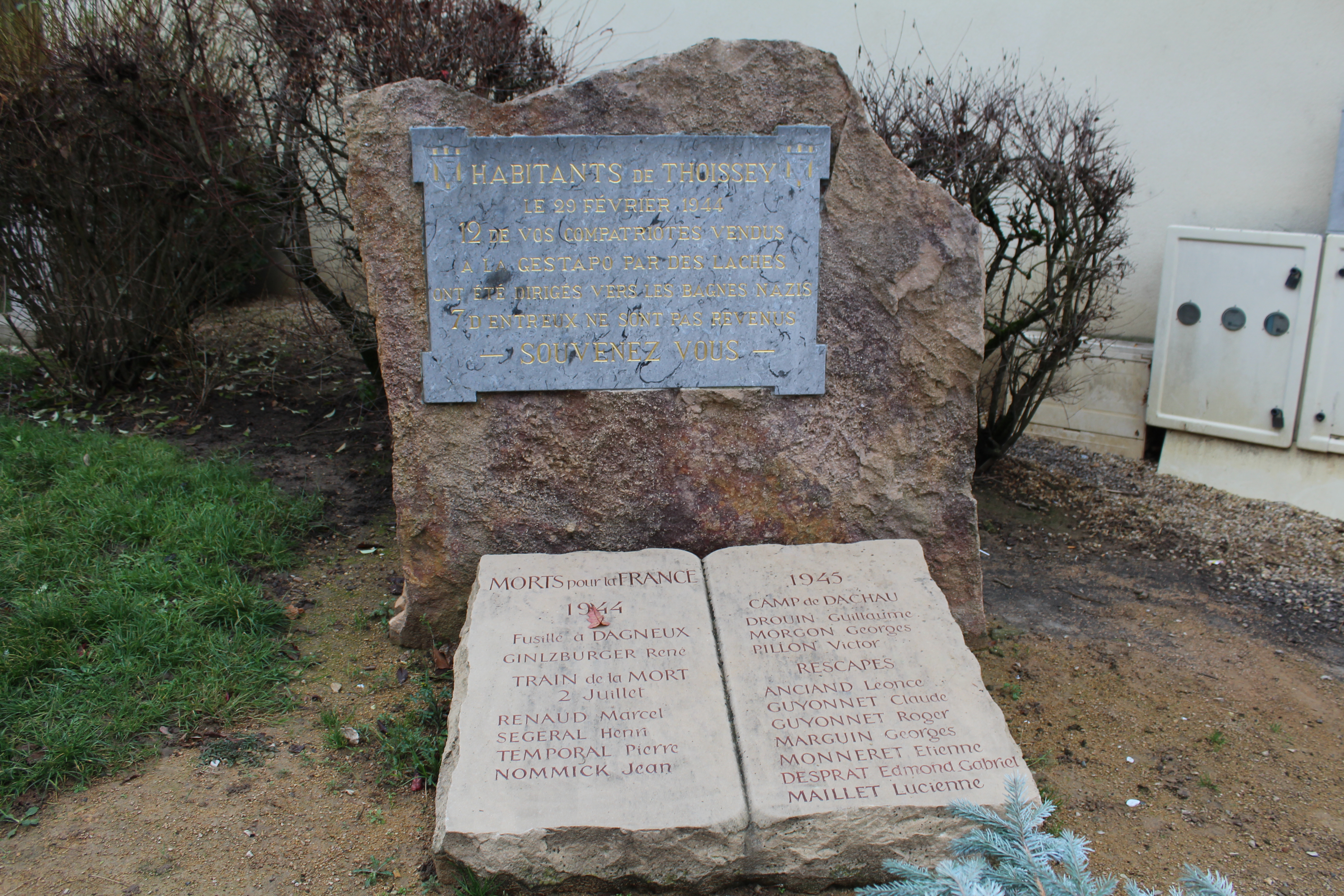
Monumento alle vittime della Gestapo